# Municipio de Sydney
El municipio de Sydney (en inglés: Sydney Township) es un municipio ubicado en el condado de Stutsman en el estado estadounidense de Dakota del Norte. En el año 2010 tenía una población de 78 habitantes y una densidad poblacional de 0,83 personas por km².

## Geografía
El municipio de Sydney se encuentra ubicado en las coordenadas 46°45′16″N 98°44′39″O / 46.75444, -98.74417. Según la Oficina del Censo de los Estados Unidos, el municipio tiene una superficie total de 93.9 km², de la cual 93,58 km² corresponden a tierra firme y (0,34 %) 0,32 km² es agua.

## Demografía
Según el censo de 2010, había 78 personas residiendo en el municipio de Sydney. La densidad de población era de 0,83 hab./km². De los 78 habitantes, el municipio de Sydney estaba compuesto por el 100 % blancos. Del total de la población el 0 % eran hispanos o latinos de cualquier raza.